# دانا غارسيا
دانا ماريا غارسيا أوسونا (بالإسبانية: Danna García)‏٬ ولدت بتاريخ (4 فبراير 1978) في ميديلين، كولومبيا٬ هي الممثلة والعارضة أزياء المعروفة عن أدوارها في العديد من المسلسلات التلفزيونية٬ أشهرها مسلسل آلام خفية بدور البطلة نورما ليسوندو٬ ومسلسل الحب التائه بدور البطلة لولا كاريرو.

## مواقع خارجية
- دانا غارسيا على موقع IMDb (الإنجليزية)
- دانا غارسيا على موقع ألو سيني (الفرنسية)
- دانا غارسيا على موقع أول موفي (الإنجليزية)
- دانا غارسيا على موقع قاعدة بيانات الفيلم (الإنجليزية)
- دانا غارسيا على موقع كينوبويسك (الروسية)